# Wang Shengjun

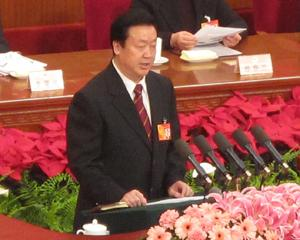
Wang Shengjun

Wang Shengjun (王胜俊; Pinyin: Wáng Shèngjùn; * Oktober 1946 in Suzhou, Anhui) war von 2008 bis 2013 Präsident des Obersten Volksgerichtshofs der Volksrepublik China.
Wang Shengjun studierte von 1964 bis 1968 Geschichte. Er trat 1972 der Kommunistischen Partei Chinas bei und war Parteifunktionär auf verschiedenen Ebenen.